# توکای ماکیرا
توکای ماکیرا (نام علمی: Zoothera margaretae)، همچنین به عنوان توکای سن کریستوبال شناخته می‌شود، گونه‌ای از پرندگان خانواده توکایان (Turdidae) است. این گونه بومی جزایر سلیمان است. زیستگاه طبیعی آن جنگل‌های جلگه‌ای نمناک نیمه‌گرمسیری یا گرمسیری است. از دست دادن زیستگاه آن را تهدید می‌کند.